# セクシー素数
セクシー素数（セクシーそすう、英: sexy primes）とは、差が 6 の素数の組 (p, p + 6) である。セクシー素数は無数に存在するかどうかは2025年2月現在、未解決である。最小のセクシー素数は (5, 11) である。もし p + 2 または p + 4 も素数であれば、そのセクシー素数は三つ子素数の一部となる。
なおこの用語は、ラテン語で 6 が sex であることに由来するものである。

## 種類

### セクシー素数の組
500 までのセクシー素数は次の通りである（オンライン整数列大辞典の数列A023201、A046117）:
(5, 11), (7, 13), (11, 17), (13, 19), (17, 23), (23, 29), (31, 37), (37, 43), (41, 47), (47, 53), (53, 59), (61, 67), (67, 73), (73, 79), (83, 89), (97, 103), (101, 107), (103, 109), (107, 113), (131, 137), (151, 157), (157, 163), (167, 173), (173, 179), (191, 197), (193, 199), (223, 229), (227, 233), (233, 239), (251, 257), (257, 263), (263, 269), (271, 277), (277, 283), (307, 313), (311, 317), (331, 337), (347, 353), (353, 359), (367, 373), (373, 379), (383, 389), (433, 439), (443, 449), (457, 463), (461, 467), …
2023年7月現在発見されている最も大きいセクシー素数は、Serge Batalov によって発見された51,934桁の数である。そのセクシー素数を (p, p + 6) とすると、p は
p = 11922002779 · (2172486 - 286243) + 286245 - 5
で与えられる。

### セクシー素数の三つ組
3個の素数の組 (p, p + 6, p + 12) で p + 18 が合成数である場合をセクシー素数の三つ組 (sexy prime triplets) と呼ぶ。p + 18 が素数である場合を除外するのは (p, p + 6, p + 12) と (p + 6, p + 12, p + 18) がダブルカウントされるのを防ぐためである。セクシー素数の三つ組を1000まで以下に挙げる (A046118, A046119, A046120):
(7, 13, 19), (17, 23, 29), (31, 37, 43), (47, 53, 59), (67, 73, 79), (97, 103, 109), (101, 107, 113), (151, 157, 163), (167, 173, 179), (227, 233, 239), (257, 263, 269), (271, 277, 283), (347, 353, 359), (367, 373, 379), (557, 563, 569), (587, 593, 599), (607, 613, 619), (647, 653, 659), (727, 733, 739), (941, 947, 953), (971, 977, 983), …
2023年7月現在知られている最も大きいセクシー素数の三つ組は、Serge Batalov によって発見された15,004桁の数である。それを (p, p + 6, p + 12) とすると、p は
p = 2494779036241 · 249800 + 1
で与えられる。

### セクシー素数の四つ組
セクシー素数の四つ組 (sexy prime quadruplets) (p, p + 6, p + 12, p + 18) は、十進表記で一の位が 1 の素数でのみ始まる（p = 5 のときは例外）。セクシー素数の四つ組を1000まで以下に挙げる (A023271, A046122, A046123, A046124):
(5, 11, 17, 23), (11, 17, 23, 29), (41, 47, 53, 59), (61, 67, 73, 79), (251, 257, 263, 269), (601, 607, 613, 619), (641, 647, 653, 659), …
2023年7月現在知られている最も大きいセクシー素数の四つ組は、Ken Davis により発見された3,207桁の数である。それを (p, p + 6, p + 12, p + 18) とすると、p は
p = (1021328211729 · 2521# · (483 · 2521# + 1) + 11#) · (483 · 2521# - 1) / 7# + 1
で与えられる（ここで#は素数階乗を表す）。三つ組・四つ組が無数に存在するかどうかは分かっていない。

### セクシー素数の五つ組
公差 6 の等差数列5項において、6 > 5 かつ 5 と 6 が互いに素であることから、5項のうち1つは 5 で割り切れるが、5 で割り切れる素数は 5 のみである。ゆえに、唯一のセクシー素数の五つ組 (sexy prime quintuplets) は (5, 11, 17, 23, 29) に限られる。

### セクシー素数の六つ組以上
セクシー素数の五つ組は (5, 11, 17, 23, 29) に限られるが、29 + 6 = 35 = 5 × 7 は合成数であるためセクシー素数の六つ組 (sexy prime hextuplets) は存在せず、それ以上も当然存在しない。